# Fábio Lucindo
Fábio Pinheiro Freme Lopes Lucindo, mais conhecido como Fábio Lucindo (São Paulo, 16 de fevereiro de 1984), é um ator, dublador, diretor de dublagem, escritor e apresentador de televisão brasileiro.
Entre seus trabalhos mais conhecidos estão os personagens Ash Ketchum (Pokémon até a 18ª temporada), Arnold (Hey Arnold!), Bucky (Bucky),Doma (demon slayer),Syaoran (Sakura Card Captors), Kuririn (Dragon Ball), Kiba Inuzuka (Naruto), Takuya Kanbara (Digimon Frontier), Mega Man (MegaMan NT Warrior), Ichigo Kurosaki (Bleach), Killua Zoldyck (Hunter × Hunter) Shinji Ikari (Neon Genesis Evangelion), Ryoma Echizen (The Prince of Tennis), Katsuki Bakugou (Boku no Hero Academia), Miroku (InuYasha), Tao Ren (Shaman King) e Spyro na franquia Skylanders.
Também é conhecido por dublar os atores Zac Efron, Michael Cera, Emile Hirsch, Justin Chon e Logan Lerman na maioria de seus filmes e o ator Justin Long como a voz de Alvin, da trilogia de Alvin e os Esquilos.
Em 2015 mudou-se para Portugal para estudar na Universidade de Coimbra e voltou para o Brasil em 2018.
Foi Diretor de Dublagem nos estúdios Álamo, Centauro, UniDub, DPN Santos e Vox Mundi. Atualmente está na TV Group.
Foi indicado ao Prêmio Yamato de 2004 como Melhor Ator por seu trabalho como Arnold na animação Hey Arnold!.
Recebeu indicação tripla no Prêmio Yamato de 2011 na categoria de Melhor Dublador de Anime, por seu trabalho como Ash Ketchum, em Pokémon; Ichigo Kurosaki, em Bleach; e Kuririn, em Dragon Ball Kai.
Em 2021, foi indicado ao Prêmio Cubo de Ouro na categoria Dublagem Geek do Ano por sua interpretação de Legoshi, de Beastars.
Em 2023, foi indicado ao Anime Awards Brasil na categoria Melhor Performance em Dublagem Brasileira por sua interpretação de Tsukasa Kazuki, de Romantic Killer.

## Teatro
| Ano  | Peça                                                 | Direção              |
| ---- | ---------------------------------------------------- | -------------------- |
| 1992 | O Céu Tem que Esperar                                | Cecil Thiré          |
| 1996 | João e Maria                                         | Maria Ferreira       |
| 1998 | Algo em Comum                                        | Márcio Aurélio       |
| 2000 | O Despertar da Primavera                             | Maria Ferreira       |
| 2005 | Sonho de Uma Noite de Verão                          | Pipo Grytz           |
| 2007 | Diários da Sede                                      | Fernanda Tabuso      |
| 2008 | Bate-Papo                                            | Tuna Serzedello      |
| 2008 | Cidadania (Vencedor Prêmio FEMSA - MELHOR ATOR 2008) | Tuna Serzedello      |
| 2008 | Colméia dos Santos                                   | Rafael Meira Barioni |
| 2008 | Amor e Restos Humanos                                | Marco Antonio Pamio  |
| 2009 | DNA                                                  | Tuna Serzedello      |
| 2010 | CINEMA                                               | Felipe Hirsch        |
| 2010 | Alice Através do Espelho                             | Rubens Velloso       |
| 2011 | Música para Cortar os Pulsos                         | Rafal Gomes          |
| 2019 | Os Arqueólogos                                       | Vinicius Calderoni   |

## Cinema
| Ano  | Filme                                  | Direção               |
| ---- | -------------------------------------- | --------------------- |
| 1995 | Os Ursos                               | Kátia Lundi           |
| 2003 | O Diário Aberto de R.                  | Caetano Gotardo       |
| 2005 | Algo em Comum                          | Márcio Aurélio        |
| 2000 | O Despertar da Primavera               | Maria Ferreira        |
| 2005 | Quero Ser Jack White                   | Charlie Braun         |
| 2005 | Antes que Seja Tarde                   | André Queroz          |
| 2005 | Para Chegar até a Lua (Curta-Metragem) | Jose Guillermo Hiertz |
| 2006 | Do Mundo Não Se Leva Nada              | Charlie Braun         |
| 2008 | Suspeito                               | Eduardo Mattos        |
| 2009 | Olhos de Fuligem                       | Denise Vieira Pinto   |
| 2011 | Pra que a Vida Siga Adiante            | André Queiróz         |
| 2018 | 45 Dias sem Você                       | Rafael Gomes          |

## Livro
- Em 26 de setembro de 2015, Fábio lançou oficialmente sua primeira obra literária, "Até Então".

O livro é um compilado de poemas, anedotas e causos que totalizam 45 textos.

## Rádio e podcast
- Fábio & seus Lucindos (rúbrica) - Rádio Universidade de Coimbra (Portugal) | Café Olé de segunda-feira (10h-12h) - 2021/atualidade[18][19]

## Televisão
Cambalhota (2007-2009) - TV Cultura 

## Alguns trabalhos como diretor de dublagem
- Neon Genesis Evangelion Terceira dublagem para a Netflix.[21]
- Neon Genesis Evangelion Terceira dublagem para a Netflix.[22]

|}